# Romny
Romny (em ucraniano:  Ромни́) é uma cidade da Ucrânia, situada no Oblast de Sumy. Tem 65 km² de área e sua população em 2020 foi estimada em 38 947 habitantes.